# Prosa
A prosa é, em produção textual, uma forma de escrita onde o texto é redigido em linhas contínuas, isto é, de maneira corrida e organizado em parágrafos; e em literatura, um gênero literário que faz uso de uma linguagem simples e pouco estilizada para transmitir histórias e ideias, o que engloba gêneros textuais como o conto, a novela, o romance, o ensaio e a crônica.
A palavra vem do termo latino oratio prorsa, que significa "linguagem direta e livre", um termo que era empregado em oposição à oratio vincta, "linguagem travada, ligada por regras de versificação".

## Funcionamento do texto em prosa
Diferentemente do verso, o texto em prosa não constitui qualquer tipo de regra. Porém, há entre os escritores algumas "boas práticas" que objetam organizar o conteúdo do texto. Essas "boas práticas" são abordadas em inúmeras obras didáticas, dentre as quais destaca-se Comunicação em prosa moderna, de Othon Moacir Garcia. As principais recomendações são:
- organizar o conteúdo do texto em temas e subtemas e tratá-los sistematicamente em blocos de texto chamados de parágrafos;
- iniciar cada parágrafo com um espaço visível de distância da margem esquerda, com o objetivo de tornar mais fácil a identificação dos parágrafos;
- iniciar cada parágrafo com a apresentação de uma ideia, fato ou objeto e, no decorrer do parágrafo, desenvolver essa apresentação.

## Classificação

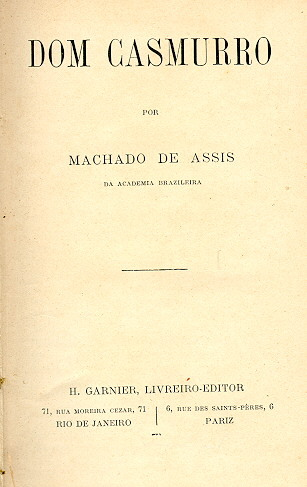
Dom Casmurro é um texto em prosa do tipo romance.

A prosa divide-se em dois tipos básicos: a narrativa e a demonstrativa. A prosa narrativa, compreende a histórica e de ficção, enquanto a prosa demonstrativa reúne a oratória e a prosa didática (tratados, ensaios, diálogos e cartas).
A prosa também pode ser classificada pela função, dividindo-se em narrativa (ou de ficção); argumentativa (tratados); dramática (texto teatral); informativa (livros didáticos, manuais, enciclopédias, jornais e reportagens); e contemplativa (ensaios). A prosa considerada literária compreende o conto, a novela, o romance, a crônica, o apólogo e o texto teatral. As demais formas não são estudadas no campo da Literatura, Porém, a essência da prosa literária está nas prosas de ficção: o conto, a novela e o romance.
O conto é um tipo de história mais curta, construído geralmente com um único conflito, com poucas personagens. A novela também é um tipo de história curta, que pode apresentar um ou mais conflitos (normalmente de tamanho intermediário entre o conto e o romance, com a particularidade de a novela ter um andamento mais episódico, dando a impressão de capítulos separados. Já o romance é um tipo de história onde há um conflito principal, prolongado com conflitos secundários, vindos dos painéis de época, das divagações filosóficas, da observação dos costumes e hábitos.
O tempo é um dos aspectos mais importantes da prosa de ficção. O tempo cronológico é específico do conto e da novela, embora possa ocorrer no romance linear. Já o tempo metafísico é característico do romance, e em especial, do romance introspectivo.

### Prosa poética

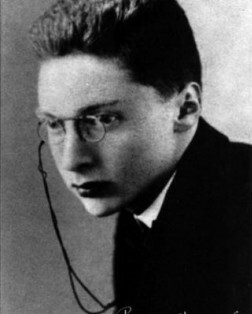
Roman Jakobson propôs o termo prosa poética.

O linguista Roman Jakobson define "poesia" a partir das funções da linguagem: "poesia" é o texto em que a função poética predomina sobre as demais. Assim, um texto escrito em forma de prosa pode ser considerado de "poesia", se sua função principal, sua finalidade, for poética. A tal texto pode-se dar o nome de prosa poética ou poesia em prosa. Pois é "prosa" em sua forma; mas "poesia" em sua função, em sua essência, nos sentimentos que transmite.
Historicamente, o marco de início da prosa poética é geralmente associado aos simbolistas franceses, entre os quais Baudelaire e Mallarmé; no Brasil esse início também está associado aos simbolistas, principalmente ao Poeta Negro: o grande Cruz e Sousa, que tem cinco obras em prosa poética: Tropos e Fantasias (1893); Missal (1893); Evocações (1898); Outras Evocações (obra póstuma) e Dispersos (obra póstuma).
A partir do século XX o gênero foi adotado por muitos poetas e poetisas, de estilos e inclinações muito diversos. A essas obras está reservado esse novo espaço, que já de saída inclui algumas obras de poetas como Cláudio Willer e José Geraldo Neres que já faziam parte de nosso acervo. Hoje apresentamos um novo poeta adepto desse gênero: Jorge Amaral.

## História
Enquanto a poesia surgiu nos primórdios da atividade literária, a prosa desenvolve-se na Idade Média. A prosificação das canções de gesta deu origem às novelas. O romance surge no século XVIII e o conto desenvolve-se no fim da Idade Média e início do Renascimento. No entanto, há registos isolados anteriores, como o embrião de novela Ciropédia, de Xenofonte e o conto As Mil e Uma Noites.

## No Brasil

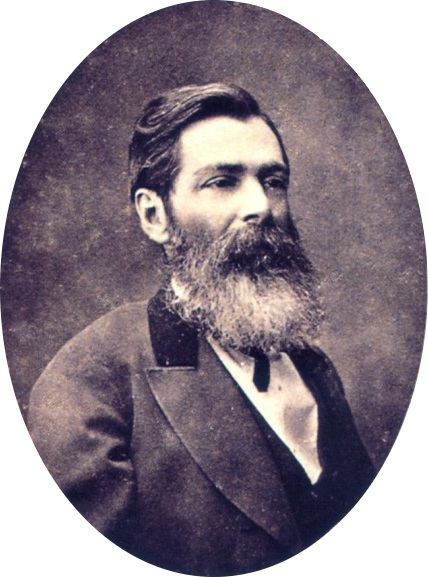
O romancista brasileiro José de Alencar

A prosa barroca no Brasil surge no século XVII, com a oratória dos jesuítas, tendo como nome central o Padre Antônio Vieira. No século XVIII, surgem os primeiros grêmios literários e eruditos, na Bahia e no Rio de Janeiro, denominados "academias". Surgem também os atos acadêmicos, sessões de várias horas em homenagem a pessoas ou a datas religiosas, compreendendo sermões, poemas e óperas. No século XIX, textos em prosa têm grande influência na história do país. Destacam-se os panfletos de Frei Caneca, condenado à morte pela participação na Confederação do Equador, e, principalmente, os ensaios de Hipólito da Costa em O Correio Braziliense contribuíram para a independência e as crônicas de Evaristo da Veiga na Aurora influenciaram a abdicação de Dom Pedro I. A prosa do Romantismo inclui nomes como o de José de Alencar (O Guarani, romance de 1857), Álvares de Azevedo (Noite na Taverna, conto de 1855), Manuel Antônio de Almeida (Memórias de um Sargento de Milícias, de 1854) e Joaquim Manuel de Macedo (A Moreninha, romance de 1844).

## Na África

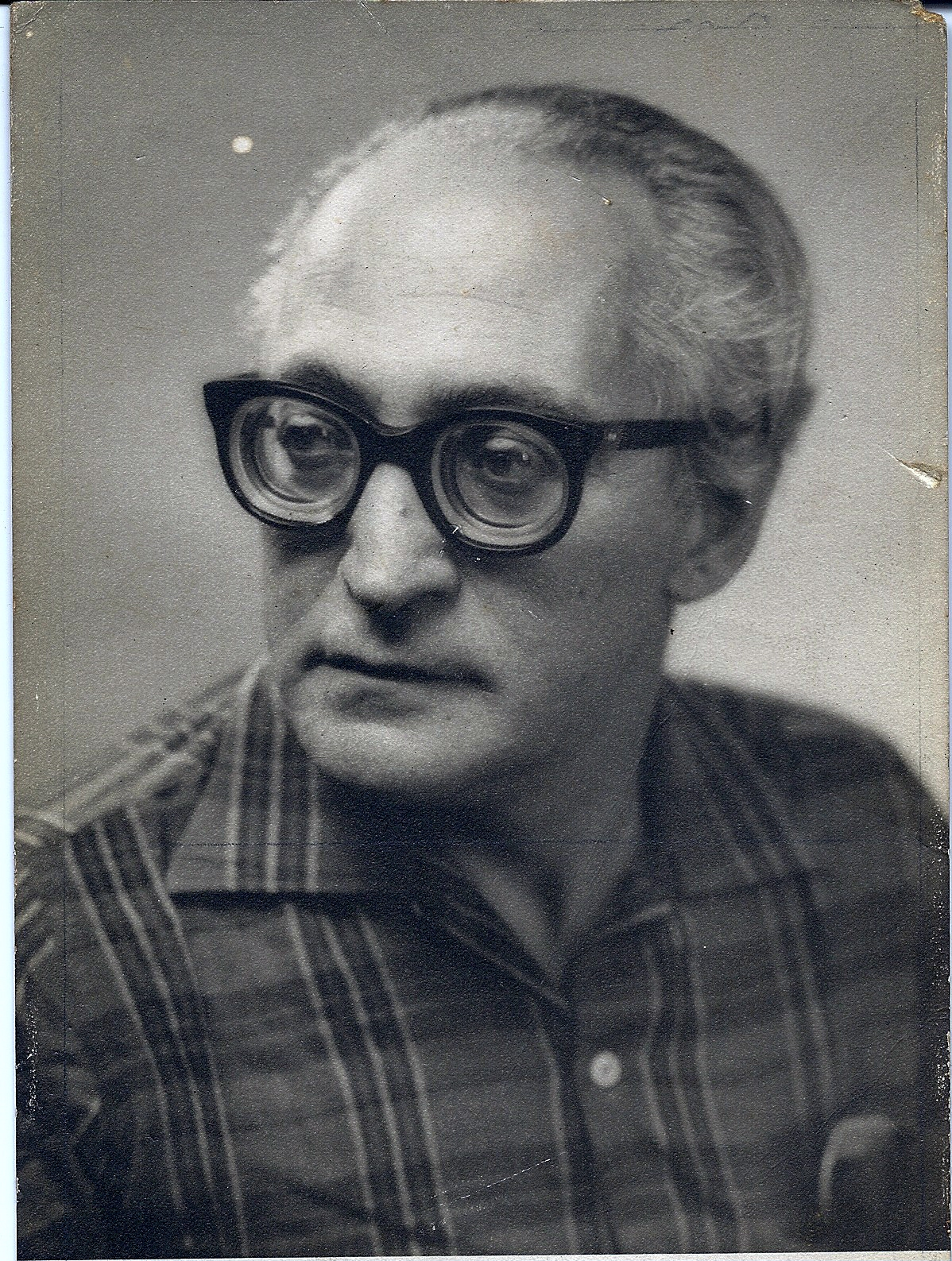
O romancista angolano Castro Soromenho

Em Cabo Verde, a prosa literária antecedeu a poesia, e em Moçambique, o conto tem sido o gênero literário mais importante no período pós-independência, tendo Orlando Mendes como pioneiro no romance. Em Angola, a primeira novela surge com Alfredo Troni em 1882 (Ngá Mutúri), mas o primeiro romance tipicamente angolano é O Segredo da Morta (1929), de Assis Júnior. Destacam-se posteriormente Terra Morta (1949), de Castro Soromenho, e mais recentemente os autores Luandindo Vieira, Boaventura Cardoso, Manuel Rui e Ruy Duarte. Em Guiné-Bissau, destaca-se a prosa de Fausto Duarte, Abdulai Silla, Odete Semedo, Filinto de Barros.